# Porquerizos
Porquerizos es una entidad de población española del municipio de Aldeatejada, perteneciente a la provincia de Salamanca, en la comunidad autónoma de Castilla y León.

## Historia
Hacia mediados del siglo XIX, el lugar, por entonces referido como una alquería ya perteneciente a Aldeatejada, tenía contabilizada una población de veintinueve habitantes. Aparece descrito en el decimotercer volumen del Diccionario geográfico-estadístico-histórico de España y sus posesiones de Ultramar de Pascual Madoz con las siguientes palabras:

PORQUERIZOS: alq. en la prov. y part. jud. de Salamanca, térm. municipal de Aldeatejada. pobl.: 4 vec., 29 alm.
(Madoz, 1849, p. 157)

En 2022, tenía empadronado un único habitante.